# Caverna de Santo Tomás

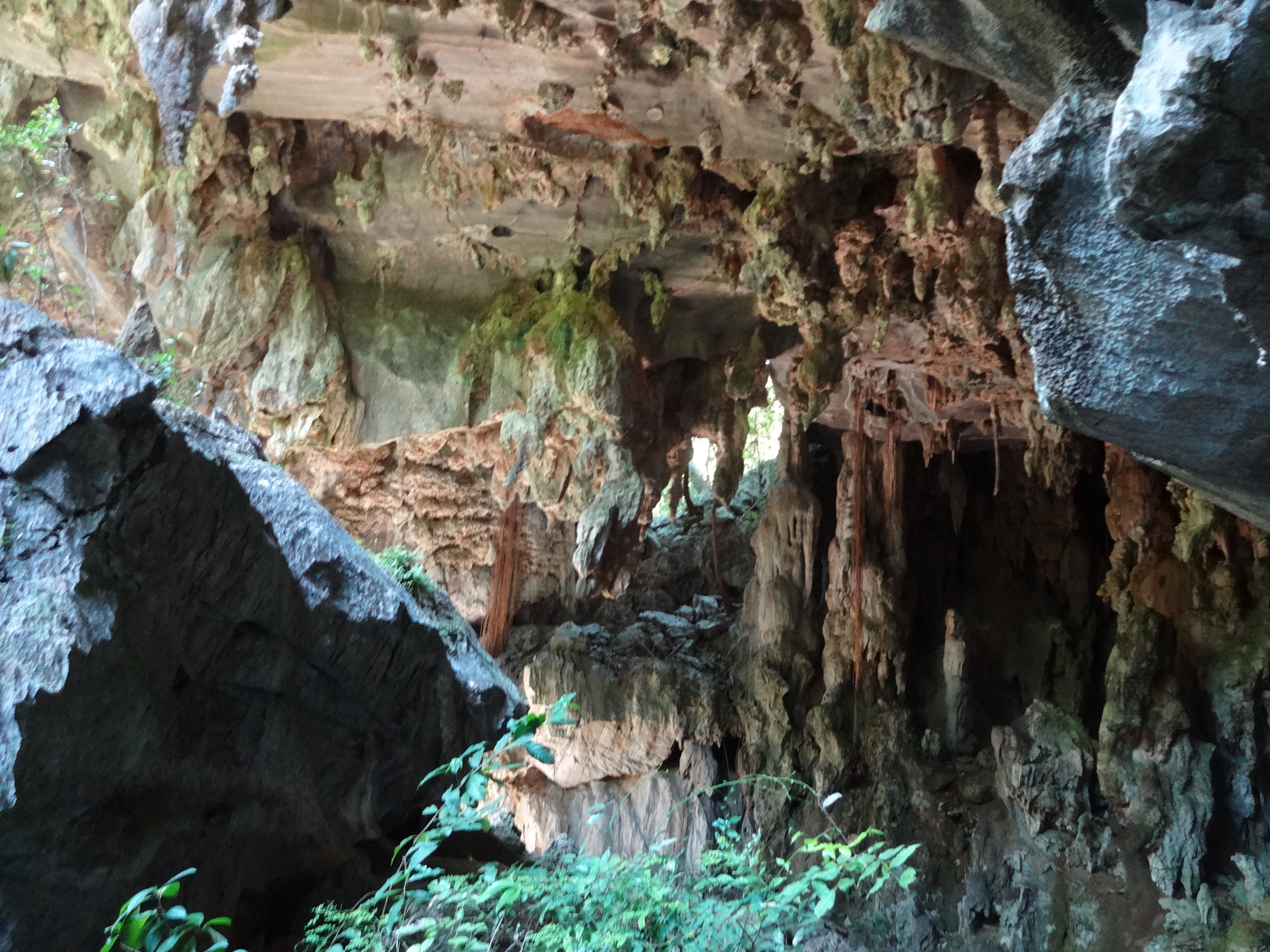
Caverna de Santo Tomás

Die Caverna de Santo Tomás ist das mit 46 km Ausdehnung größte Höhlensystem Kubas. Sie befindet sich am Rand des kleinen Dorfes El Moncada ca. 17 km westlich des Valle de Viñales in der Provinz Pinar del Río. Die oberen drei der insgesamt sieben Etagen der Karsthöhle können in Begleitung eines Speläologen erkundet werden. Sehenswert sind Tropfsteinformationen (z. B. die Orgel) und mit Palmen bewachsene Dolinen.